# Star Academy
Pour les articles homonymes, voir Star Academy (homonymie).

Star Academy dans le monde.
Pays ayant leur propre version.
Pays partageant la même version.

Star Academy est une émission de téléréalité produite par Endemol. Il s'agit d'un concours musical où de jeunes talents suivent des cours axés principalement sur le chant, la danse et l'expression scénique. À la fin de chaque semaine, les étudiants participent à un spectacle live en direct et qui se termine en général par l'élimination d'un candidat. Le public vote pour son candidat préféré. Certains candidats effectuent une tournée après le concours.
Aujourd'hui, Star Academy est la deuxième émission de téléréalité la plus répandue, juste derrière Big Brother. Elle est diffusée dans de nombreux pays, parfois sous des noms différents.

## Principales versions

### En France
L'émission, présentée par Nikos Aliagas, est lancée sur TF1 à l'automne 2001. Thierry Debrune est l'une des principales voix off des sujets.
Après huit saisons, le programme n'est pas reconduit en 2009, par suite d'audiences décevantes de la 8e saison. Certains médias, ainsi qu'Endemol évoquaient le retour de l'émission en 2010, voire 2011, mais TF1 annonce l'arrêt définitif de l'émission en décembre 2009 après la fin de la saison 9[réf. à confirmer].
NRJ 12 achète les droits de l'émission en octobre 2011 et travaille avec Endemol sur une nouvelle saison qui est diffusée à partir de décembre 2012, le directeur des programmes de NRJ 12 ayant précisé que le concept original sera respecté et que l'adaptation qui en sera faite n'en fera pas pour autant une Star Ac' « cheap ».
En 2021, TF1 lance une émission "20 ans de Star Academy".
En 2022, Star Academy rouvre ses portes à la "Promotion 2022", avec la même recette que celle ayant fait son succès en 2001 ; Le château de Dammarie-les-Lys, les professeurs, les primes du Samedi soir et toujours Nikos Aliagas à la présentation.
L'émission est reconduite en 2023 et en 2024.

### En Belgique
La chaîne RTL-TVI a diffusé une seule saison de Star Academy en Belgique, en 2002, dirigé par Plastic Bertrand, avec Virginie Efira et Frédéric Herbays à la présentation. Mario Barravecchia est le parrain de cette saison. La candidate qui a remporté l'émission lors de la finale à Forest National, le 15 novembre 2002, est Mélanie Martins. Face à la concurrence de l'émission française, il a été décidé de ne pas produire de seconde saison. En 2005 la chaîne flamande VTM a diffusé une seule saison de Star Academy en Flandre, dirigée par Jan Van Esbroeck.

### Au Canada
L'émission est diffusée au Canada (Québec) par TVA et se nomme Star Académie. L'émission a été présentée en 2003, 2004, 2005, en 2009 et en 2012 par Julie Snyder (variétés). Elle est de retour en 2021, présentée par le chanteur Patrice Michaud,.

### Au Liban
L'émission est diffusée sur les ondes de la chaîne de télévision libanaise LBC depuis 2004. Présentée par la libanaise Hilda Khalifeh, elle accueille des concurrents des pays arabes. Extrêmement populaire, elle réunit des millions de téléspectateurs lors du Prime Time du vendredi soir.

### En Serbie
L'émission est produite en Serbie par la chaîne serbe B92, mais elle a la particularité de réunir des participants de langue serbo-croate (Bosnie-Herzégovine, Croatie, Serbie, Monténégro) ainsi que de Macédoine.

### En Tunisie
L'émission est diffusée sur la chaîne de télévision maghrébine Nessma. La première saison de Star Academy Maghreb démarre le 16 mars 2007, Elle accueille des concurrents de la plupart des pays du Maghreb. C'est la Marocaine Hajar Adnane qui remporte la première saison. Le Libyen Ahmed prend la deuxième place et la troisième revient au Marocain Abd el Hamid Elhadri. En 2007, Hajar Adnane refuse de rejoindre les candidats de la tournée d'été à cause d'un conflit financier avec le producteur Karoui & Karoui Group.

## Star Academyà travers le monde
| Pays/région     | Nom / site officiel                                        | Chaîne             | Vainqueur | Présentateurs |
| --------------- | ---------------------------------------------------------- | ------------------ | --- | --- |
| Grèce et Chypre | Fame Story                                                 | ANT1               | Saison 1, 2002-2003 : Notis Christodoulou Saison 2, 2003-2004 : Kalomira Saison 3, 2004-2005 : Pericles Stergianoudes Saison 4, 2005-2006 : Leonidas Balafas | Natalia Germanou (saison 1) Andreas Mikroutsikos (saison 2) Tatiana Stefanidou (saison 3) Sophia Aliberti (saison 4)              |
| Inde            | Fame Gurukul                                               | Set India          | Saison 1, 2005 : Qazi Touqeer & Ruprekha Banerjee | non connu |
| Inde            | Celebrity Fame Gurukul                                     | Set India          | Saison 1, 2005 : Amit Sareen | Mandira Bedi (saison 1 Celebrity) Manav Gohil (saison 1 Celebrity)                                                                |
| Indonésie       | Akademi Fantasi Indosiar                                   |                    | Saison 1, 2002 : Very Affandi Saison 2, 2003 : Theodora Meilani Setyawati Saison 3, 2004 : Putu Sutha Natawijaya Saison 4, 2005 : Ade Alfonso Saison 5, 2006 : Tri Widi Nugroho | Adi Nugroho (toutes les saisons) Ussy Sulisowati (toutes les saisons) Najib Ali (saison 4)                                        |
| Canada (Québec) | Star Académie                                              | TVA                | Wilfred LeBouthillier Saison 1 (2003) Stéphanie Lapointe Saison 2 (2004) Marc-André Fortin Saison 3 (2005) Maxime Landry Saison 4 (2009) Jean-Marc Couture Saison 5 (2012) | Julie Snyder (2003, 2004, 2005, 2009 et 2012) Patrice Michaud (2021)                                                              |
| Italie          | Operazione Trionfo                                         | Italia 1           | Saison 1, 2002 : Bruno Cuomo Saison 2, 2011 : personne | Miguel Bosé (2002) Francesco Facchinetti (2011)                                                                                   |
| Ligue arabe     | Star Academy                                               | LBC                | Saison 1, 2003-2004 : Mohamed Attia (Égypte) Saison 2, 2004-2005 : Hisham Abdulrahman (Arabie saoudite) Saison 3, 2005-2006: Joseph Attieh (Liban) Saison 4, 2006-2007 : Shada Hassoun (Irak et Maroc) Saison 5 : 2008 : Nader Guirat (Tunisie) Saison 6 : 2009 : Abdulaziz Abdulrahman (Arabie saoudite) Saison 7, 2010 : Nassif Zaytoun (Syrie) Saison 8, 2011 : Nesma Mahgoub (Égypte) Saison 9, 2013 : Mohamed Chahine (Égypte) Saison 10, 2014 : Mahmoud Mohy (Égypte) Saison 11, 2015 : Marwan Youssef (Liban) Saison 12 | Hilda Khalife |
| Kazakhstan      | Жұлдыздар фабрикасы Juldizdar Fabrikasi                    | TV7                | Saison 1, 2011 : ? | Non connu |
| Lituanie        | Kelias į žvaigždes                                         | LNK TV             | Saison 1, 2005 : Andrius Rimiškis Saison 2, 2006 : Merūnas Vitulskis Saison 3, 2008 : Anatolijus Oleinik | |
| Maghreb         | Star Academy Maghreb                                       | Nessma             | Saison 1, 2007: Adnane Hajar (Maroc) | Nabila Kilani |
| Malaisie        | Akademi Fantasia                                           | Astro Ria          | Saison 1, 2003 : Vincent Chong Ying-Cern Saison 2, 2004 : Ahmad Zahid Baharuddin Saison 3, 2005 : Asmawi Ani Saison 4, 2006 : Mohammad Faizal Ramly Saison 5, 2007 : Norsyarmilla Jirin Saison 6, 2008 : Stracie Angie Anam Saison 7, 2009 : Mohd Hafiz Mohd Suip Saison 8, 2010 : Ahmad Shahir Zawawi Saison 9, 2011 : Hazama Ahmad Azmi | Aznil Nawawi (saison 1 à 5) AC Mizal (saison 7) Sarimah Ibrahim (saison 7 et 8) Jimmy Shanley (saison 8)                          |
| Mexique         | Operación Triunfo                                          | Televisa           | Saison 1, 2002: Darina Márquez | Jaime Camil (Saison 1) |
| Moldavie        | Fabrica de Staruri                                         | Prime TV 2 Plus    | Saison 1, 2008-2009 : Manciu Alexandru Saison 2 , 2010 : Belenki Alexandr Saison 3, 2012 : mai/juin | Andreea Raicu (Saison 1) Dan Negru (Saison 2-3)                                                                                   |
| Pays-Bas        | Star Maker                                                 | Yorin Veronica     | Saison 1, 2001: K-otic | Gijs Staverman (saison 1) |
| Pays-Bas        | Star Academy                                               | Yorin              | Saison 1, 2002 : annulé | Danny Rook (saison 1) |
| Pérou           | Operación Triunfo                                          | América Televisión | Saison 1, 2012 : Mayra Goñi | Gisela Valcárcel (saison 1) |
| Philippines     | Pinoy Dream Academy                                        | ABS-CBN studio 23  | Saison 1, 2006 : Yeng Constantino Saison 2, 2008 : Laarni Lozada | Nikki Gil (Saison 1-2) Toni Gonzaga (saison 1-2) Billy Crawford (Saison 2) Bianca Gonzalez (saison 1)                             |
| Philippines     | Pinoy Dream Academy: Little Dreamers                       | ABS-CBN studio 23  | Saison 1, 2008 : Philip Nolasco | Nikki Gil (Saison 1-2) Toni Gonzaga (saison 1-2) Billy Crawford (Saison 2) Bianca Gonzalez (saison 1)                             |
| Pologne         | Fabryka Gwiazd                                             | Polsat             | Saison 1, 2008 : Martyna Melosik | Maciej Rock |
| Portugal        | Operação Triunfo                                           | RTP                | Saison 1, 2003 : Sofia Barbosa Saison 2, 2003-2004 : Sofia Vitória Saison 3, 2007-2008 : Vânia Fernandes Saison 4, 2010-2011 : Jorge Roque | Catarina Furtado (saison 1-2) Sílvia Albertoe (saison 3)                                                                          |
| Portugal        | Academia de Estrelas                                       | TVI                | Saison 1, 2002-2003 : Mané Crestejo | Teresa Guilherme (Toutes les saisons)                                                                                             |
| Portugal        | Academia de Famosos Version Célébrités                     | TVI                | saison 1, 2003 : Romana | Teresa Guilherme (Toutes les saisons)                                                                                             |
| Roumanie        | Star Factory                                               | Prima TV           | Saison 1, 2003-2004: Alex Velea | Laura Iordache (saison 1) Virgil Ianțu (saison 1)                                                                                 |
| Royaume-Uni     | Fame Academy                                               | BBC One BBC Three  | Saison 1, 2002 : David Sneddon Saison 2, 2003 : Alex Parks | Cat Deeley & Patrick Kielty(saison 1-2) Claudia Winkleman (saison 1)                                                              |
| Royaume-Uni     | Comic Relief Does Fame Academy                             | BBC One BBC Three  | Saison 1, 2003 : Will Mellor (Écosse) Saison 2, 2005 : Edith Bowman (Angleterre) Saison 3, 2007 : Tara Palmer-Tomkinson (Écosse) | Cat Deeley (saisons 1-2) Patrick Kielty (saison 1-3) Claudia Winkleman (saison 3)                                                 |
| Royaume-Uni     | Fame Academy Bursary                                       | BBC One BBC Three  | Série 1, 2003 : Vishal Gopal (Angleterre) Série 2, 2003 : Shona Kipling (Angleterre) Série 3, 2003 : Daniel Allinson (Angleterre) Série 4, 2003 : Daniel Powell (Angleterre) Série 5, 2003 : David Rimbault (Angleterre) | Pas de présentateur |
| Russie          | Fabrika Zvezd Фабрика звёзд                                | 1TV                | Saison 1, 2002 : Pavel Artemiev Saison 2, 2003 : Polina Gagarina Saison 3, 2003 : Nikita Malinin Saison 4, 2004 : Irina Dubtsova Saison 5, 2004 : Viktoria Daïneko Saison 6, 2006 : Dmitri Koldoun Saison 7, 2007 : Anastassia Prykhodko Saison 8, 2012 : ? | Yana Tchurikova (Toutes les saisons) Dmitri Shepelev (2012)                                                                       |
| Russie          | Fabrika Zvezd. Vozvrachtcheniè Фабрика Звезд. Возвращение  | 1TV                | Saison 1, 2011 : Russie et Kazakhstan Viktoria Daïneko | Yana Tchurikova (Toutes les saisons) Dmitri Shepelev (2012)                                                                       |
| Russie          | Fabrika Zvezd.Rossiya-Ukraina Фабрика звёзд.Россия-Украина | 1TV                | Saison 1, 2012 : ? | Yana Tchurikova (Toutes les saisons) Dmitri Shepelev (2012)                                                                       |
| Serbie          | Zvezde Granda Звезде Гранда                                | RTV Pink           | Saison 1, 2004 : Branislav Mojicevic Saison 2, 2005 : Milica Todorović Saison 3, 2007 : Dušan Svilar Saison 4, 2008-2009 : Darko Lazić Saison 5, 2010-2011 : Stefan Petrušić Saison 6, 2011-2012 : ? | Vladimir Stanojevic Ljubinka Dobrosavljev                                                                                         |
| Suède           | Fame Factory                                               | TV3                | Saison 1, 2002 : Magnus Bäcklund Saison 2, 2003 : Anders Johansson Saison 3, 2004 : Johan Becker Saison 4, 2005 : Sandra Oxenryd | Bert Karlsson |
| Taiwan          | One Million Star 超級星光大道                              | CTV                | Saison 1, 2007 : Yoga Lin Saison 2, 2007 : Yuming Lai Saison 3, 2008 : Lala Shu Saison 4, 2008 : Queenie Fang Saison 5, 2009 : Dennis Sun Saison 6, 2009 : Hu Xia | Matilda Tao |
| Taiwan          | One Million Star : Star Legend                             | CTV                | Saison 1, 2010 : Janice Yan | Matilda Tao |
| Thaïlande       | Academy Fantasia                                           | UBC                | Saison 1, 2004 : Vit Saison 2, 2005 : Aof Saison 3, 2006 : Tui Saison 4, 2007 : Nat Saison 5, 2008, Nat Saison 6, 2009 : Zani Saison 7, 2010 : Por | Settha Sirachay |
| Turquie         | Akademi Türkiye                                            | ATV                | Saison 1, 2004 : Barış Akarsu | Öykü Serter (Saison 1-2) |
| Turquie         | Star Akademi Türkiye                                       | Kanal 1            | Saison 1, 2008 : Bahadir Sağlam | Öykü Serter (Saison 1-2) |
| Ukraine         | Fabrika Zirok Фабрика зірок                                | Noviy Kanal        | Saison 1, 2007-2008 : Olga Tsibulska Saison 2, 2008 : DiO Filmi (Vlad Dantes & Vadim Olenik) Saison 3, 2009 : Stas Shurins Saison 4, 2011 : Yulia Rudneva Saison 5, 2012 : | Andriy Domansky (Saison 1 & 3) Dmitry Shepelev (Saison 2) Maria Efrosinina (Saison 3) Oleksandr Pedan (Saison 4) Erika (Saison 4) |
| Ukraine         | Fabrika Superfinal Фабрика Суперфінал                      | Noviy Kanal        | Saison 1, 2010 : Oleksiy Matias | Maria Efrosinina |
| Ukraine         | Fabrika Zirok. Ukraïna-Rosiya Фабрика зірок. Україна-Росія | Noviy Kanal        | Saison 1, 2012 : ? | Iana Tchourikova Dmitri Shepelev                                                                                                  |

### Compétition internationale
La multiplication de versions à travers le monde du concept aboutit à la création d'Eurobest, une sorte d'Eurovision avec les gagnants de chaque format national.

## Fait divers
Le 30 avril 2007, au moins sept personnes sont tuées et une dizaine d'autres blessées dans une bousculade sur les gradins d'un théâtre en plein air de Sfax, au centre de la Tunisie. L'incident est survenu lors d'un gala organisé par les vedettes de la version libanaise de Star Academy.
Débutée le 9 mars 2009, la seconde saison de la version géorgienne est annulée à la suite de l'effondrement de l'immeuble de Star Academy le 26 avril 2009 dans lequel deux membres de l'équipe technique trouvent la mort.
Le 3 février 2024 lors de la finale sur TF1, la production française de l'émission présente des excuses et ouvre une enquête après que des figurants exhibent ostentatoirement le journal d'extrême-droite Rivarol.